# Camptoloma
Camptoloma es un género con una especies de plantas de flores perteneciente a la familia Scrophulariaceae. 

## Especies seleccionadas
- Camptoloma canariense

- Datos: Q5838572
- Multimedia: Camptoloma (plant) / Q5838572
- Especies: Camptoloma (Scrophulariaceae)